# Carlos Roque Alsina
Carlos Roque Alsina (Buenos Aires, 19 de febrero de 1941 - París, 5 de agosto de 2023) es un compositor y pianista nacido en Argentina y naturalizado francés. Falleció en París el 5 de agosto de 2023.

## Trayectoria profesional

### Buenos Aires
Realizó sus únicos estudios formales (repertorio pianístico y análisis musical) con el maestro alemán Teodoro Fuchs en Buenos Aires, donde inició una notable carrera de pianista como "niño prodigio" a los 6 años de edad. En ese período se presentó en recitales de piano solo, y como solista de conciertos sinfónicos en el Teatro Colón junto a batutas célebres, tales como Ernst Märzendorfer, Manuel Rosenthal y Otto Klemperer, mientras ya hacía sus primeras experiencias en la escritura de piezas musicales propias. En 1955 asumió como maestro interno ("correpetidor") del Teatro Argentino de La Plata y dos años después desempeñó el mismo cargo en el Teatro Colón de Buenos Aires.
En 1962, ya volcado prioritariamente a la composición, estudió música electrónica con Francisco Kröpfl.

### Berlín
Animado a partir de la Argentina entre otros por el compositor argentino Juan Carlos Paz, quien rehusó tomarlo como alumno por considerarlo ya suficientemente formado, presentó en 1964 una obra como aspirante a una beca del programa "Artists in Residence" otorgada por la Fundación Ford la cual obtuvo. El objeto de esa beca era residir, crear e interactuar con otros músicos en Berlín (Alemania). En ese período se relacionó con otros compositores como Luciano Berio, Karlheinz Stockhausen y Bruno Maderna siendo este último director de varios de los estrenos de sus obras de ese primer período berlinés. También es posible escuchar sus intervenciones como pianista y organista en numerosas grabaciones de música compuesta y dirigida por aquellos años por un aún joven Karlheinz Stockhausen .

### Buffalo, Estados Unidos
Entre 1967 y 1969 fue profesor de literatura pianística del siglo XX y compositor residente del Center of Creative and Performing Arts de la Buffalo University (USA) estrenando en ese medio obras compuestas en ese período en algunas de las cuales participó también como director.

### Regreso a Berlín
A su regreso a Berlín fundó junto a Vinko Globokar, Michel Portal y Jean Pierre Drouet el grupo de improvisación libre New Phonic Art. Dicho grupo, formado por destacados instrumentistas-compositores, realizó conciertos en el mundo entero, presentando un repertorio integrado en su mayoría por improvisaciones libres que incluían acciones tanto musicales como teatrales, como así también música escrita de los siglos XIX y XX. Existen documentos sonoros de esas improvisaciones, tales como las grabaciones del editor alemán Deutsche Grammophon.

### París
Desde 1973 reside en París (Francia). En ese país fue profesor de piano en el Conservatorio Superior de Lyon, entre 1985 y 1994.

## Especialidades
Carlos Roqué Alsina se define a sí mismo como un autodidacta tanto como pianista como así también en composición. El recuerdo de algunos de sus colegas cercanos durante su desempeño en Argentina como maestro interno del Teatro Argentino de La Plata y del Teatro Colón describe esa doble habilidad de compositor y pianista. Sus colegas recuerdan después de décadas como algo excepcional, el modo en que realizaba fluidamente transcripciones de partituras sinfónicas en "tiempo real", es decir, realizando en el piano directamente de las partituras orquestales. También son recordadas su fugas improvisadas directamente en el teclado a la manera de los grandes organistas del barroco como Bach y Buxtehude.

## Editores
Sus obras musicales son habitualmente editadas por Suvini Zerboni (Milano, Italia), incluyendo al momento de la escritura de este artículo más de 120 opus, que comprenden obras solísticas, de cámara y sinfónicas, entre las cuales se destaca su Segunda Sinfonía estrenada por la Orquesta de París, en el Théâtre du Châtelet el 5.3.1992 con la dirección de Semyon Bychkov.

## Distinciones y premios
- En 1971 ganó el premio Guggenheim.
- En 2004 obtuvo el Prix de Composition Paul-Louis Weiller de la Académie des Beaux-Arts del Institut de France.
- En el año 1981 recibió, en reconocimiento a su significativa contribución a la vida cultural francesa, la condecoración de Oficial de las Artes y las Letras otorgada por el ministerio de la Cultura, en ese entonces bajo la administración de Jack Lang.

## Informaciones complementarias
Una información biográfica completa sobre Carlos Roqué Alsina, así como el catálogo actualizado de su obra, está disponible en el libro Carlos Roqué Alsina, Entretiens - Témoignages - Documents (enlace roto disponible en Internet Archive; véase el historial, la primera versión y la última)., editado en marzo de 2011 en lengua francesa por Delatour France. Esta obra compilada y escrita por el violinista y filósofo francés Alexis Galpérine, ofrece un panorama detallado de su vida basado en el testimonio del propio pianista y compositor, rico en experiencias y reflexiones personales que describen su pensamiento musical y recorrido compositivo y pianístico, como así también el ambiente de efervescencia creativa de la Alemania y Francia de las décadas del 60 y 70.

## Obra
- ETUDE N.2, op.6 pour piano (1960)

- KLAVIERSTÜCK N.3, op.8 pour piano (1962/1965)

- FUNKTIONEN (1965)

- AUFTRAG pour neuf exécutants (1967)

- JEU DE CLOCHES (1969)

- KLAVIERSTÜCK N.4, op.23 pour piano (1969)

- RENDEZ-VOUS op.24 pour 4 exécutants  (Cl. Trb. Perc. Piano) (1970)

- ÜBERWINDUNG op.25 pour 4 solistes et orchestre (1970)

- CONSECUENZA II pour voix de femme (1971)

- SCHICHTEN (1971)

- OMNIPOTENZ (1972)

- APPROACH pour piano, percussions, et grand orchestre (1973)

- UNITY, op. 31 pour clarinette en si b., et violoncelle (1973)

- ETUDE pour zarb (1973)

- FUSION, musique pour une chorégraphie pour deux pianistes, 2 percussionnistes et danseurs (1974)

- THEMEN II pour un percussionniste et orchestre à cordes (1974)

- THEMEN pour un percussionniste (1974)

- A LETTER pour quintette à vents (1976)

- STÜCKE (1977)

- CANTATE pour ténor, choeur et orchestre (1977)

- SENALES pour piano et orchestre de chambre (1977)

- DECISIONS (1977)

- ETUDES pour orchestre et bande magnétique (1979)

- HARMONIES pour choeur d'enfants, deux lecteurs, un récitant, quatre solistes, bande et orchestre (1979)

- LA MURAILLE (Opéra de chambre sur un texte de T. Dorst et M. Rafaelli - 1981)

- HINTERLAND pour piano, percussion et bande (1982)

- DEL TANGO pour 3 musiciens et acteurs (1982)

- KLAVIERSTÜCK N.5 pour piano et dispositif électroacoustique (1982)

- PREMIERE SYMPHONIE pour flûte, soprano, violoncelle et orchestre (1983)

- 5 A LA UNE pour flûte, trois percussionnistes et choeur (1984)

- VOIE AVEC VOIX pour quatuor à cordes (1984)

- INTRODUCTIONS pour étudiants de piano et clarinette (1985)

- CONCERTO pour piano et orchestre (1985)

- KLAVIERSTÜCK N.6 (Hommage à Bach) pour piano et bande magnétique (1986)

- UNDICI pour 11 exécutants (1987)

- DEUX PHASES pour 7 instruments (1987)

- SUITE pour piano et bande (1988)

- SUITE INDIRECTE (1989)

- PASSAGES pour 5 instruments et voix (1990)

- ELOIGNEMENTS pour 6 percussionnistes (1990)

- FANTAISIE pour clarinette et orchestre (1991)

- SECONDE SYMPHONIE pour grand orchestre (1992)

- D'UN RECIT OUBLIE pour 16 voix et 3 percussionnistes sur un texte de C. Billot (1992)

- PENOMBRES pour choeur, choeur d'enfants et orchestre sur un texte de Claire Billot (1993)

- CONCERTO EN DEUX MOUVEMENTS pour quintette à vents et orchestre (1999)

- PHARES ET RAYONNEMENTS Sopr, Cl, Vc et bande (avec traitements en direct) (2001)

- TAN TANGO (Bandonéon, Vl, Vc - 2001)

- CONCERTINO pour piano et 12 instruments (2002)

- "REFLET" pour vibraphone solo (2002)

- REFLETS EN TRIO pour vibraphone, Dzembé et Marimba (2002)

- D'UN ETRANGE DIALOGUE Perc. solo, groupes de perc., choeurs d'enfants, danse (2003)